# Bouville (Essonne)
Bouville es una comuna francesa situada en el departamento de Essonne, en la región de Isla de Francia.

## Demografía
| 286 | 301 | 361 | 492 | 533 | 538 | 646 |
| Para los censos de 1962 a 1999 la población legal corresponde a la población sin duplicidades (Fuente: INSEE [Consultar]) |     |     |     |     |     |     |